# Nemanice
Nemanice är en ort i Tjeckien.   Den ligger i regionen Plzeň, i den västra delen av landet, 140 km sydväst om huvudstaden Prag. Nemanice ligger 527 meter över havet och antalet invånare är 322.
Terrängen runt Nemanice är kuperad österut, men västerut är den platt.Runt Nemanice är det ganska tätbefolkat, med 65 invånare per kvadratkilometer. Närmaste större samhälle är Domažlice, 15,1 km öster om Nemanice. I omgivningarna runt Nemanice växer i huvudsak blandskog.